# Alfred Émile Méry
Alfred Émile Méry, né le 17 avril 1824 à Paris où il est mort le 4 juillet 1896, est un peintre français.

## Biographie
Alfred Denis Émile Méry est le fils de Jean Baptiste Méry, dessinateur, et de Lise Adélaïde Bollé. 
Élève de Jean-Adolphe Beaucé, il débute au Salon en 1848. Il est principalement peintre animalier.
En 1857, il épouse Marguerite Laligant. Leurs enfants Charles Léon et Paul Auguste Léon deviendront peintres.
Il meurt à l'âge de 72 ans à son domicile parisien de la rue Mansart. Il est inhumé le 6 juillet au cimetière du Père Lachaise.